# Tulsa Shock 2012
La stagione 2012 delle Tulsa Shock fu la 15ª nella WNBA per la franchigia.
Le Tulsa Shock arrivarono quinte nella Western Conference con un record di 9-25, non qualificandosi per i play-off.

## Roster
| N° | Naz.                   | Ruolo | Sportivo          | Anno | Alt. | Peso |
| -- | ---------------------- | ----- | ----------------- | ---- | ---- | ---- |
| 1  | Stati Uniti (bandiera) | G     | Riquna Williams   | 1990 | 170  | 75   |
| 2  | Stati Uniti (bandiera) | G     | Temeka Johnson    | 1982 | 160  | 64   |
| 3  | Stati Uniti (bandiera) | C     | Courtney Paris    | 1987 | 193  | 113  |
| 4  | Stati Uniti (bandiera) | GA    | Amber Holt        | 1985 | 183  | 77   |
| 5  | Stati Uniti (bandiera) | G     | Scholanda Dorrell | 1983 | 180  | 73   |
| 10 | Stati Uniti (bandiera) | G     | Jené Morris       | 1987 | 175  | 66   |
| 11 | Stati Uniti (bandiera) | C     | Chante Black      | 1985 | 196  | 85   |
| 12 | Stati Uniti (bandiera) | G     | Ivory Latta       | 1984 | 168  | 65   |
| 13 | Stati Uniti (bandiera) | GA    | Karima Christmas  | 1989 | 183  | 82   |
| 14 | Stati Uniti (bandiera) | A     | Kayla Pedersen    | 1989 | 193  | 86   |
| 15 | Stati Uniti (bandiera) | G     | Roneeka Hodges    | 1982 | 180  | 75   |
| 21 | Stati Uniti (bandiera) | A     | Jennifer Lacy     | 1983 | 191  | 79   |
| 22 | Stati Uniti (bandiera) | C     | Lynetta Kizer     | 1990 | 193  | 98   |
| 25 | Stati Uniti (bandiera) | A     | Glory Johnson     | 1990 | 191  | 77   |

## Staff tecnico
- Allenatori: Gary Kloppenburg
- Vice-allenatori: Jason Glover, Kathy McConnell
- Preparatore atletico: Allison Russell